# Rafael Bluteau
Rafael Bluteau (Londres, 1638-Lisboa, 1734), fue un teatino, lexicógrafo y polígrafo nacido en Inglaterra, de origen francés y establecido en Portugal durante la mayor parte de su vida.
Hijo de franceses avecindados largo tiempo en Inglaterra, Bluteau estudió con los jesuitas y profesó en la Orden de San Caetano de los Teatinos de Florencia en 1661. Formado en las Universidades de Verona, Roma y París, en 1668 fue enviado a Portugal, ya doctor en Teología. Allí fue protegido de la reina María Francisca de Saboya y se convirtió en predicador regio. Figura influyente y bien relacionada, su carácter políglota (hablaba y escribía inglés como lengua materna, así como francés, portugués, español, griego e italiano) junto a su notable formación le permitieron ocupar importantes cargos y prebendas: calificador del Santo Oficio, miembro de la Academia de História, y algunas misiones diplomáticas.
Escribió de forma prolífica sobre los más diversos asuntos, aunque es fundamentalmente recordado por su Vocabulário Português e Latino (1712-1728), obra de monumental extensión y todavía en la actualidad, una útil obra de consulta, además de base imprescindible para la futura lexicografía lusa. También redactó un diccionario bilingüe español-portugués, el Dicionário Castelhano e Português, publicado de forma póstuma a expensas del rey Juan V. "Estrangeirado" eminente, fluido en su estilo, y de gran cultura, Bluteau se encuadra dentro de la primera generación de la Ilustración portuguesa.